# Phaenomenale Science & Art Festival

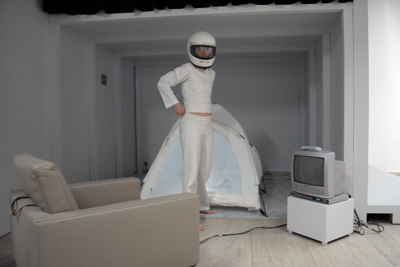
Phaenomenale 2009

Die Science & Art Festival Phaenomenale ist ein in Wolfsburg beheimatetes Festival, das sich den Verbindungen von Wissenschaft, Kommunikation, Kunst und Musik widmet.

## Geschichte der Phaenomenale
2007 ist das Festival aus einer Kooperation des Kunstvereins Wolfsburg mit dem phæno entstanden. Später sind verschiedene, wechselnde Kooperationspartner  hinzugekommen, wie zum Beispiel das Kulturwerk der Stadt Wolfsburg. Die Festival-Veranstaltungen finden an verschiedenen Standorten innerhalb des Stadtgebiets statt. Bis 2012 wurde das Festival jährlich ausgerichtet, ab 2013 wird es als Biennale fortgeführt. Das Veranstaltungsprogramm hat den Anspruch ein jeweils wechselndes Oberthema mit aktuellem gesellschaftsrelevanten Bezug möglichst umfassend zu vermitteln. Das Festival arbeitet mit verschiedenen Forschungseinrichtungen wie zum Beispiel mit dem ZKM Karlsruhe, der Technischen Universität Braunschweig sowie international renommierten Künstlern, wie zum Beispiel Karl Bartos, Harun Farocki zusammen. Im Jahr 2013 wurde im Rahmen der Phaenomenale zum ersten Mal der mit 10.000 € dotierte „Social Media Art Award“ vergeben. Dieser Award wird an einen Künstler für ein künstlerisches Werk vergeben, das auf Aktivitäten in sozialen Netzwerken basiert oder diese Formen der Kommunikation und Bedeutungsproduktion reflektiert und kommentiert. 2015 wurden Preise in zwei Kategorien vergeben: Der Social Media Art Award und der Human Interface Award. Beide Preise waren jeweils mit 5.000 € dotiert.

## Die Phaenomenale
Die Themen der letzten Jahre waren:
- Phaenomenale 07: Maschinen für alle, u. a. mit Karl Bartos, robotlab, Katharina Sykora, Olav Val, Robert Pfaller, Anton Kaun, Lynne Marsh, Martin Gretschmann, Stelarc, Peter Fromherz, Robots In Disguise, Claus Pias, Jodi
- Phaenomenale 08: Dinge in Bewegung mit u. a.: Die Türen, Dennis Graef, Norman Tuck, Alexander Laner, Jacques Palminger, Thomas Bartels, Oliver Grau, Frau Kraushaar, Arthur Ganson, Nova Huta, Clemens Schwender
- Phaenomenale 09: Traumschiff Raumschiff mit u. a.: Die Sterne, Sonja Rohde, raumlaborberlin, Mars Patent, DJ Mooner, Hubert Zitt, Guy Allott, Mariko Mori, Rolf Nohr, Annette Tietenberg
- Phaenomenale 10: Risiko Unlimited? mit u. a.: Harun Farocki, PeterLicht, Theater Aspik, Kathrin Röggla, Max Müller, Susanne Prinz, Stefan Hölscher, Rik Reinking, Andreas Bee
- Phaenomenale 11: Neue Freunde, neue Feinde. Die digitale Welt: Bedrohung oder Chance?, u. a. mit Philipp Geist, Hans-Dieter Huber, Adrian Sauer, Timm Rautert, Sascha Lobo, Aram Bartholl, Matthias Fritsch
- Phaenomenale 13: Jeder Mensch ist ein Erfinder u. a. mit Luther Blissett, Hans Scheirl, ricoloop, Puppetmastaz
- Phaenomenale 15: Das Geheimnis, u. a. mit Markus Beckedahl, Florian Mehnert, Aram Bartholl, Marc Lee, Scenocosme, Sebastian Schmieg und Silvio Lorusso
- Phaenomenale 17: Play - Die Welt spielt, wir spielen Welt, u. a. Petra Fröhlich, Angela Schwarz, Reiner Knizia, Dmitrij Kapitelman